# Посольство Уганды в России
Посольство Республики Уганда в Российской Федерации — официальная дипломатическая миссия Уганды в России, расположена в Москве на Якиманке на Мытной улице.  Ранее располагалось на Мамоновском переулке (дом 5). Дипломатические отношения между Россией и Угандой были установлены 13 октября 1962 года. 
- Адрес посольства: 119049, Москва, Мытная улица, дом 1, стр. 1
- Индекс автомобильных дипломатических номеров посольства — 066.

## Послы Уганды в России
- Йекософати Атоке Энгур (1964—1971)
- Майкл Ондога (1971—1973)
- Ламех Эгонди Аконго (1973—1977)
- Эли Асени (1977)
- Эрнест Русита (1979—1985)
- Эриесафу Адония Сэмюэл Очингс-Веллборн (1985—1987)
- Эмилио Мондо (1987—1988)
- Кристофер Оньянга Апарр (1996—2001)
- Бартека Сэм Сакаджа (2005—2007)
- Мозес Эбук (2008—2017)
- Джонсон Агара Олва (2017—2022)
- Мозес Каваалууко Кизиге (с 2022)